# Pycreus niederleinianus
Pycreus niederleinianus là loài thực vật có hoa trong họ Cói. Loài này được (Boeckeler) Lindm. miêu tả khoa học đầu tiên năm 1900.